# Фенченко, Николай Григорьевич
Николай Григорьевич Фенченко (род. 5 ноября 1939, Енковцы, Лубенский район, Полтавская область, Украинская ССР) — ученый по фундаментальным проблемам зоотехнии. Доктор сельскохозяйственных наук (1992), профессор (1993). Почетный работник высшего профессионального образования РСФСР (1988). Отличник сельского хозяйства РСФСР (1985). Заслуженный работник сельского хозяйства БАССР (1990). Заслуженный деятель науки Российской Федерации (2006).

## Биография
Николай Григорьевич Фенченко родился 5 ноября 1939 года в с. Енковцы Лубенского района Полтавской области Украинской ССР. В 1966 году окончил зоотехнический факультет Башкирского сельскохозяйственного института (ныне Башкирский государственный аграрный университет). В 1967 году поступил в заочную аспирантуру при кафедре разведения сельскохозяйственных животных и одновременно работал там же ассистентом. В 1972 году защитил кандидатскую диссертацию по теме: «Сравнительное изучение молочной продуктивности и интерьерных особенностей коров бестужевской и симментальской пород в условиях Башкирии». В 1973 году был избран заведующим той же кафедрой. В 1992 году защитил докторскую диссертацию по теме: «Эффективность использования молочных и молочно-мясных пород при интенсивной технологии производства говядины».С 1999 года работал заведующим отдела Башкирского НИИСХ УФИЦ РАН, затем там же назначен руководителем лаборатории селекции и технологии мясного скотоводства. Научая деятельность посвящена проблемам зоотехнии, селекции, генетики, повышению продуктивности сельскохозяйственных животных, выращиванию молодняка. Крупным вкладом в зооветеринарную науку является биологическое обоснование формирования молочной и мясной продуктивности крупного рогатого скота с учетом выявленных закономерностей периодизации и ритмичности развития организма, начиная со стадии эмбриона применительно к условиям Урала и Среднего Поволжья. В результате была разработана модель прогнозирования продуктивных и технологических качеств животных, используемая при разработке системы целенаправленного выращивания молодняка сельскохозяйственных животных.

## Избранные труды
- Разведение, селекция, содержание клеточных пушных зверей и кроликов: науч. изд. / Н. Г. Фенченко ; АН РБ, Отд-ние с.-х. наук, БашНИИ СХ. — Уфа: Гилем, 1999. — 260 с.
- Резервы увеличения производства и улучшения качества говядины / Н. Г. Фенченко, Н. Г. Кутлин, В. А. Швынденков; Рос. акад. с.-х. наук. и др. — Уфа : Китап, 1999. — 209, [1] с.
- Рекомендации по разведению и рациональному использованию крупного рогатого скота мясных пород при производстве говядины в условиях Среднего и Южного Урала / Рос. акад. с.-х. наук. Всерос. науч.-исслед. ин-т мяс. скотоводства [и др.]; [Н. Г. Фенченко и др.]. — Уфа, 2000. — 52 с.
- Черно-пестрая порода крупного рогатого скота / Н. Г. Фенченко; Рос. акад. с.-х. наук. Башк. науч.-исслед. ин-т сел. хоз-ва, Гос. унитар. с.-х. предприятие по племенной работе Респ. Башкортостан. — Уфа, 2000. — 180 с.
- Методические рекомендации по изучению формирования поведения и продуктивности сельскохозяйственных животных / Н. Г. Фенченко, М. Ф. Юдин ; Российская академия сельскохозяйственных наук, Башкирский научно-исследовательский институт сельского хозяйства, Уральская государственная академия ветеринарной медицины. — Уфа : Башкирский НИИСХ, 2001. — 83 с.
- Этология крупного рогатого скота / М. Ф. Юдин, Н. Г. Фенченко, В. Н. Лазаренко ; Рос. акад. с.-х. наук, Башкирский НИИ сельского хозяйства, Уральская гос. академия вет. медицины. — Уфа ; Троицк, 2001. — 190 с.
- История создания и генеалогия черно-пестрой породы крупного рогатого скота / Н. Г. Фенченко, Н. И. Хайруллина, Ф. Х. Сиразетдинов; Рос. акад. с.-х. наук. Башк. науч.-исслед. ин-т сел. хоз-ва [и др.]. — Уфа : БНИИСХ, 2002. — 332 с.
- Молочный скот Урала и методы его совершенствования : научное издание / В. Н. Важенин, В. Н. Лазаренко , Н. Г. Фенченко. — Уфа: БНИИСХ, 2004. — 694 с.
- Пути и методы формирования в онтогенезе высококачественной, сертифицированной мясной продуктивности скота / [Н. Г. Фенченко, Ф. Х. Сиразетдинов, Н. И. Хайруллина, О. В. Горелик] ; Российская академия сельскохозяйственных наук, Башкирский научно-исследовательский институт сельского хозяйства, Уральская государственная академия ветеринарной медицины. — Уфа : БНИИСХ, 2005. — 391 с.
- Разведение сельскохозяйственных животных : учебник для студ. вузов, обучающихся по спец. 110401 «Зоотехния» : рек. МСХ РФ / [В. Г. Кахикало, В. Н. Лазаренко, Н. Г. Фенченко, О. В. Назарченко]; под ред. В. Г. Кахикало ; МСХ РФ, Департамент научно-технической политики и образования, Курганская государственная сельскохозяйственная академия им. Т. С. Мальцева , Уральская государственная академия ветеринарной медицины. — Куртамыш, 2008. — 352 с.
- Птицы Башкортостана : монография / Н. Г. Фенченко, Ю. Н. Кутлин, Ф. М. Гафарова, Н. Г. Кутлин. — Уфа : Бирский филиал БашГУ, 2017. — 255 с.
- Селекционно-генетические параметры хозяйственно-биологических признаков черно-пестрой породы различного экогенеза : монография / В. Г. Кахикало, О. В. Назарченко, Н. Г. Фенченко. — Санкт-Петербург [и др.] : Лань, 2023. — 172 с.

## Награды
- 1985 год — Отличник сельского хозяйства РСФСР.
- 1988 год — Почётный работник высшего профессионального образования РСФСР.
- 1990 год — Заслуженный работник сельского хозяйства БАССР.
- 2006 год — Заслуженный деятель науки Российской Федерации[5]